# FK Karvan
Pour les articles homonymes, voir Karvan.
Maillots
Le Futbol Klubu Karvan Yevlax (en azéri : Karvan Futbol Klubu), plus couramment abrégé en FK Karvan Yevlax, est un ancien club azerbaïdjanais de football fondé en 2004 et disparu en 2014, et basé dans la ville de Yevlakh.

## Historique
- 2004 : Fondation du club

## Bilan sportif

### Palmarès
| Compétitions nationales                                                                                 |
| --- |
| - Championnat d'Azerbaïdjan : - Vice-champion : 2005-06. - Coupe d'Azerbaïdjan : - Finaliste : 2005-06. |

### Bilan européen
Note : dans les résultats ci-dessous, le score du club est toujours donné en premier
| Saison    | Compétition     | Tour            | Club           | Domicile | Extérieur | Total |
| --------- | --------------- | --------------- | -------------- | -------- | --------- | ----- |
| 2005      | Coupe Intertoto | Premier tour    | Lech Poznań    | 1 - 2    | 0 - 2     | 1 - 4 |
| 1998-1999 | Coupe UEFA      | Premier tour Q  | Spartak Trnava | 1 - 0    | 1 - 0     | 2 - 0 |
| 1998-1999 | Coupe UEFA      | Deuxième tour Q | Slavia Prague  | 0 - 2    | 0 - 0     | 0 - 2 |

Légende
- Victoire ou qualification pour le tour suivant
- Match nul
- Défaite ou élimination de la compétition